# Cronat
Cronat – miejscowość i gmina we Francji, w regionie Burgundia-Franche-Comté, w departamencie Saona i Loara.
Według danych na rok 1990 gminę zamieszkiwały 653 osoby, a gęstość zaludnienia wynosiła 11 osób/km² (wśród 2044 gmin Burgundii Cronat plasuje się na 367. miejscu pod względem liczby ludności, natomiast pod względem powierzchni na miejscu 9.).